# Liste der Nummer-eins-Hits in den USA (1990)
Dies ist eine Liste der Nummer-eins-Hits in den von Billboard ermittelten Charts in den USA (Hot 100) im Jahr 1990. In diesem Jahr gab es sechsundzwanzig Nummer-eins-Singles und acht Nummer-eins-Alben.

## Singles
| ← 1989 ← | Liste der Nummer-eins-Hits in den USA | Liste der Nummer-eins-Hits in den USA | Liste der Nummer-eins-Hits in den USA                                                   | 1991 →                    |
| \| Zeitraum \| Wo. ges. \| Interpret \| Titel Autor(en) \| Zusätzliche Informationen \| \| (Zeitraum, Wochen auf Platz eins, Interpret, Titel, Autor[en], zusätzliche Informationen) \| \| \| \| \| \| ----------------------------------------------------------------------------------------- \| -------- \| -------------------------------- \| ------------------------------------------------------------------------------------------- \| ------------------------- \| \| 23. Dezember 1989 – 19. Januar 1990 4 Wochen (insgesamt 4) \| 4 \| Phil Collins \| Another Day in Paradise[1] Phil Collins \| - \| \| 20. Januar 1990 – 9. Februar 1990 3 Wochen (insgesamt 3) \| 3 \| Michael Bolton \| How Am I Supposed to Live Without You[2] Michael Bolton, Doug James \| - \| \| 10. Februar 1990 – 2. März 1990 3 Wochen (insgesamt 3) \| 3 \| Paula Abdul with The Wild Pair \| Opposites Attract[3] Oliver Leiber \| - \| \| 3. März 1990 – 23. März 1990 3 Wochen (insgesamt 3) \| 3 \| Janet Jackson \| Escapade[4] Janet Jackson, Jimmy Jam, Terry Lewis \| - \| \| 24. März 1990 – 6. April 1990 2 Wochen (insgesamt 2) \| 2 \| Alannah Myles \| Black Velvet[5] David Tyson, Christopher Ward \| - \| \| 7. April 1990 – 13. April 1990 1 Woche (insgesamt 1) \| 1 \| Taylor Dayne \| Love Will Lead You Back[6] Diane Warren \| - \| \| 14. April 1990 – 20. April 1990 1 Woche (insgesamt 1) \| 1 \| Tommy Page \| I'll Be Your Everything[7] Jordan Knight, Danny Wood, Tommy Page \| - \| \| 21. April 1990 – 18. Mai 1990 4 Wochen (insgesamt 4) \| 4 \| Sinéad O’Connor \| Nothing Compares 2 U[8] Prince \| - \| \| 19. Mai 1990 – 8. Juni 1990 3 Wochen (insgesamt 3) \| 3 \| Madonna \| Vogue[9] Madonna, Shep Pettibone \| - \| \| 9. Juni 1990 – 15. Juni 1990 1 Woche (insgesamt 1) \| 1 \| Wilson Phillips \| Hold On[10] Chynna Phillips, Glen Ballard, Carnie Wilson \| - \| \| 16. Juni 1990 – 29. Juni 1990 2 Wochen (insgesamt 2) \| 2 \| Roxette \| It Must Have Been Love[11] Per Gessle \| - \| \| 30. Juni 1990 – 20. Juli 1990 3 Wochen (insgesamt 3) \| 3 \| New Kids On The Block \| Step by Step[12] Maurice Starr \| - \| \| 21. Juli 1990 – 3. August 1990 2 Wochen (insgesamt 2) \| 2 \| Glenn Medeiros feat. Bobby Brown \| She Ain’t Worth It[13] Antonina Armato, Bobby Brown, Ian Prince \| - \| \| 4. August 1990 – 31. August 1990 4 Wochen (insgesamt 4) \| 4 \| Mariah Carey \| Vision of Love[14] Mariah Carey, Ben Margulies \| - \| \| 1. September 1990 – 7. September 1990 1 Woche (insgesamt 1) \| 1 \| Sweet Sensation \| If Wishes Came True[15] Russ DeSalvo, Deena Charles, Robert Steele \| - \| \| 8. September 1990 – 14. September 1990 1 Woche (insgesamt 1) \| 1 \| Jon Bon Jovi \| Blaze of Glory[16] Jon Bon Jovi \| - \| \| 15. September 1990 – 28. September 1990 2 Wochen (insgesamt 2) \| 2 \| Wilson Phillips \| Release Me[17] Wilson Phillips \| - \| \| 29. September 1990 – 5. Oktober 1990 1 Woche (insgesamt 1) \| 1 \| Nelson \| (Can’t Live Without Your) Love and Affection[18] Matthew Nelson, Gunnar Nelson, Mark Tanner \| - \| \| 6. Oktober 1990 – 12. Oktober 1990 1 Woche (insgesamt 1) \| 1 \| Maxi Priest \| Close to You[19] Gary Benson, Winston Sela, Max Elliott \| - \| \| 13. Oktober 1990 – 19. Oktober 1990 1 Woche (insgesamt 1) \| 1 \| George Michael \| Praying for Time[20] George Michael \| - \| \| 20. Oktober 1990 – 26. Oktober 1990 1 Woche (insgesamt 1) \| 1 \| James Ingram \| I Don't Have the Heart[21] Alan Rich, Jud Friedman \| - \| \| 27. Oktober 1990 – 2. November 1990 1 Woche (insgesamt 1) \| 1 \| Janet Jackson \| Black Cat[22] Janet Jackson \| - \| \| 3. November 1990 – 9. November 1990 1 Woche (insgesamt 1) \| 1 \| Vanilla Ice \| Ice Ice Baby[23] Vanilla Ice, Earthquake \| - \| \| 10. November 1990 – 30. November 1990 3 Wochen (insgesamt 3) \| 3 \| Mariah Carey \| Love Takes Time[24] Mariah Carey, Ben Margulies \| - \| \| 1. Dezember 1990 – 7. Dezember 1990 1 Woche (insgesamt 1) \| 1 \| Whitney Houston \| I’m Your Baby Tonight[25] L.A. Reid, Babyface \| - \| \| 8. Dezember 1990 – 4. Januar 1991 4 Wochen (insgesamt 4) \| 4 \| Stevie B \| Because I Love You (The Postman Song)[26] Warren Allen Brooks \| - \| |                                       |                                       |                                                                                         |                           |
| ← 1989 |                                       |                                       |                                                                                         | → 1991 →                  |
| Zeitraum | Wo. ges.                              | Interpret                             | Titel Autor(en)                                                                         | Zusätzliche Informationen |
| (Zeitraum, Wochen auf Platz eins, Interpret, Titel, Autor[en], zusätzliche Informationen) |                                       |                                       |                                                                                         |                           |
| 23. Dezember 1989 – 19. Januar 1990 4 Wochen (insgesamt 4) | 4                                     | Phil Collins                          | Another Day in Paradise Phil Collins                                                    | -                         |
| 20. Januar 1990 – 9. Februar 1990 3 Wochen (insgesamt 3) | 3                                     | Michael Bolton                        | How Am I Supposed to Live Without You Michael Bolton, Doug James                        | -                         |
| 10. Februar 1990 – 2. März 1990 3 Wochen (insgesamt 3) | 3                                     | Paula Abdul with The Wild Pair        | Opposites Attract Oliver Leiber                                                         | -                         |
| 3. März 1990 – 23. März 1990 3 Wochen (insgesamt 3) | 3                                     | Janet Jackson                         | Escapade Janet Jackson, Jimmy Jam, Terry Lewis                                          | -                         |
| 24. März 1990 – 6. April 1990 2 Wochen (insgesamt 2) | 2                                     | Alannah Myles                         | Black Velvet David Tyson, Christopher Ward                                              | -                         |
| 7. April 1990 – 13. April 1990 1 Woche (insgesamt 1) | 1                                     | Taylor Dayne                          | Love Will Lead You Back Diane Warren                                                    | -                         |
| 14. April 1990 – 20. April 1990 1 Woche (insgesamt 1) | 1                                     | Tommy Page                            | I'll Be Your Everything Jordan Knight, Danny Wood, Tommy Page                           | -                         |
| 21. April 1990 – 18. Mai 1990 4 Wochen (insgesamt 4) | 4                                     | Sinéad O’Connor                       | Nothing Compares 2 U Prince                                                             | -                         |
| 19. Mai 1990 – 8. Juni 1990 3 Wochen (insgesamt 3) | 3                                     | Madonna                               | Vogue Madonna, Shep Pettibone                                                           | -                         |
| 9. Juni 1990 – 15. Juni 1990 1 Woche (insgesamt 1) | 1                                     | Wilson Phillips                       | Hold On Chynna Phillips, Glen Ballard, Carnie Wilson                                    | -                         |
| 16. Juni 1990 – 29. Juni 1990 2 Wochen (insgesamt 2) | 2                                     | Roxette                               | It Must Have Been Love Per Gessle                                                       | -                         |
| 30. Juni 1990 – 20. Juli 1990 3 Wochen (insgesamt 3) | 3                                     | New Kids On The Block                 | Step by Step Maurice Starr                                                              | -                         |
| 21. Juli 1990 – 3. August 1990 2 Wochen (insgesamt 2) | 2                                     | Glenn Medeiros feat. Bobby Brown      | She Ain’t Worth It Antonina Armato, Bobby Brown, Ian Prince                             | -                         |
| 4. August 1990 – 31. August 1990 4 Wochen (insgesamt 4) | 4                                     | Mariah Carey                          | Vision of Love Mariah Carey, Ben Margulies                                              | -                         |
| 1. September 1990 – 7. September 1990 1 Woche (insgesamt 1) | 1                                     | Sweet Sensation                       | If Wishes Came True Russ DeSalvo, Deena Charles, Robert Steele                          | -                         |
| 8. September 1990 – 14. September 1990 1 Woche (insgesamt 1) | 1                                     | Jon Bon Jovi                          | Blaze of Glory Jon Bon Jovi                                                             | -                         |
| 15. September 1990 – 28. September 1990 2 Wochen (insgesamt 2) | 2                                     | Wilson Phillips                       | Release Me Wilson Phillips                                                              | -                         |
| 29. September 1990 – 5. Oktober 1990 1 Woche (insgesamt 1) | 1                                     | Nelson                                | (Can’t Live Without Your) Love and Affection Matthew Nelson, Gunnar Nelson, Mark Tanner | -                         |
| 6. Oktober 1990 – 12. Oktober 1990 1 Woche (insgesamt 1) | 1                                     | Maxi Priest                           | Close to You Gary Benson, Winston Sela, Max Elliott                                     | -                         |
| 13. Oktober 1990 – 19. Oktober 1990 1 Woche (insgesamt 1) | 1                                     | George Michael                        | Praying for Time George Michael                                                         | -                         |
| 20. Oktober 1990 – 26. Oktober 1990 1 Woche (insgesamt 1) | 1                                     | James Ingram                          | I Don't Have the Heart Alan Rich, Jud Friedman                                          | -                         |
| 27. Oktober 1990 – 2. November 1990 1 Woche (insgesamt 1) | 1                                     | Janet Jackson                         | Black Cat Janet Jackson                                                                 | -                         |
| 3. November 1990 – 9. November 1990 1 Woche (insgesamt 1) | 1                                     | Vanilla Ice                           | Ice Ice Baby Vanilla Ice, Earthquake                                                    | -                         |
| 10. November 1990 – 30. November 1990 3 Wochen (insgesamt 3) | 3                                     | Mariah Carey                          | Love Takes Time Mariah Carey, Ben Margulies                                             | -                         |
| 1. Dezember 1990 – 7. Dezember 1990 1 Woche (insgesamt 1) | 1                                     | Whitney Houston                       | I’m Your Baby Tonight L.A. Reid, Babyface                                               | -                         |
| 8. Dezember 1990 – 4. Januar 1991 4 Wochen (insgesamt 4) | 4                                     | Stevie B                              | Because I Love You (The Postman Song) Warren Allen Brooks                               | -                         |

## Alben
| ← 1989 ← | Liste der Nummer-eins-Alben in den USA | Liste der Nummer-eins-Alben in den USA | Liste der Nummer-eins-Alben in den USA | 1991 →                    |
| \| Zeitraum \| Wo. ges. \| Interpret \| Titel \| Zusätzliche Informationen \| \| (Zeitraum, Wochen auf Platz eins, Interpret, Titel, zusätzliche Informationen) \| \| \| \| \| \| ------------------------------------------------------------------------------ \| -------- \| --------------------- \| ------------------------------------ \| ------------------------- \| \| 30. Dezember 1989 – 5. Januar 1990 1 Woche (insgesamt 8) \| 8 \| Milli Vanilli \| Girl You Know It's True[27] \| - \| \| 6. Januar 1990 – 12. Januar 1990 1 Woche (insgesamt 1) \| 1 \| Phil Collins \| …But Seriously[28] \| - \| \| 13. Januar 1990 – 19. Januar 1990 1 Woche (insgesamt 8) \| 8 \| Milli Vanilli \| Girl You Know It's True \| - \| \| 20. Januar 1990 – 2. Februar 1990 2 Wochen (insgesamt 3) \| 3 \| Phil Collins \| …But Seriously \| - \| \| 3. Februar 1990 – 6. April 1990 9 Wochen (insgesamt 10) \| 10 \| Paula Abdul \| Forever Your Girl[29] \| - \| \| 7. April 1990 – 27. April 1990 3 Wochen (insgesamt 3) \| 3 \| Bonnie Raitt \| Nick of Time[30] \| - \| \| 28. April 1990 – 8. Juni 1990 6 Wochen (insgesamt 6) \| 6 \| Sinéad O’Connor \| I Do Not Want What I Haven’t Got[31] \| - \| \| 9. Juni 1990 – 29. Juni 1990 3 Wochen (insgesamt 21) \| 21 \| MC Hammer \| Please Hammer, Don’t Hurt ’Em[32] \| - \| \| 30. Juni 1990 – 6. Juli 1990 1 Woche (insgesamt 1) \| 1 \| New Kids on the Block \| Step by Step[33] \| - \| \| 7. Juli 1990 – 9. November 1990 18 Wochen (insgesamt 21) \| 21 \| MC Hammer \| Please Hammer, Don’t Hurt ’Em \| - \| \| 10. November 1990 – 28. Dezember 1990 7 Wochen (insgesamt 7) \| 7 \| Vanilla Ice \| To the Extreme[34] \| - \| |                                        |                                        |                                        |                           |
| ← 1989 |                                        |                                        |                                        | → 1991 →                  |
| Zeitraum | Wo. ges.                               | Interpret                              | Titel                                  | Zusätzliche Informationen |
| (Zeitraum, Wochen auf Platz eins, Interpret, Titel, zusätzliche Informationen) |                                        |                                        |                                        |                           |
| 30. Dezember 1989 – 5. Januar 1990 1 Woche (insgesamt 8) | 8                                      | Milli Vanilli                          | Girl You Know It's True                | -                         |
| 6. Januar 1990 – 12. Januar 1990 1 Woche (insgesamt 1) | 1                                      | Phil Collins                           | …But Seriously                         | -                         |
| 13. Januar 1990 – 19. Januar 1990 1 Woche (insgesamt 8) | 8                                      | Milli Vanilli                          | Girl You Know It's True                | -                         |
| 20. Januar 1990 – 2. Februar 1990 2 Wochen (insgesamt 3) | 3                                      | Phil Collins                           | …But Seriously                         | -                         |
| 3. Februar 1990 – 6. April 1990 9 Wochen (insgesamt 10) | 10                                     | Paula Abdul                            | Forever Your Girl                      | -                         |
| 7. April 1990 – 27. April 1990 3 Wochen (insgesamt 3) | 3                                      | Bonnie Raitt                           | Nick of Time                           | -                         |
| 28. April 1990 – 8. Juni 1990 6 Wochen (insgesamt 6) | 6                                      | Sinéad O’Connor                        | I Do Not Want What I Haven’t Got       | -                         |
| 9. Juni 1990 – 29. Juni 1990 3 Wochen (insgesamt 21) | 21                                     | MC Hammer                              | Please Hammer, Don’t Hurt ’Em          | -                         |
| 30. Juni 1990 – 6. Juli 1990 1 Woche (insgesamt 1) | 1                                      | New Kids on the Block                  | Step by Step                           | -                         |
| 7. Juli 1990 – 9. November 1990 18 Wochen (insgesamt 21) | 21                                     | MC Hammer                              | Please Hammer, Don’t Hurt ’Em          | -                         |
| 10. November 1990 – 28. Dezember 1990 7 Wochen (insgesamt 7) | 7                                      | Vanilla Ice                            | To the Extreme                         | -                         |